# Cantó de Rozay-en-Brie
El cantó de Rozay-en-Brie és un antic cantó francès del departament del Sena i Marne, que estava situat al districte de Provins. Comptava amb 22 municipis i el cap era Rozay-en-Brie.
Va desaparèixer al 2015 i el seu territori es va dividir entre el cantó de Fontenay-Trésigny, el cantó de Coulommiers, el cantó d'Ozoir-la-Ferrière i el cantó de Serris.

## Municipis
- Bernay-Vilbert
- La Chapelle-Iger
- Les Chapelles-Bourbon
- Courpalay
- Crèvecœur-en-Brie
- Dammartin-sur-Tigeaux
- Fontenay-Trésigny
- Hautefeuille
- La Houssaye-en-Brie
- Lumigny-Nesles-Ormeaux
- Marles-en-Brie
- Mortcerf
- Neufmoutiers-en-Brie
- Pézarches
- Le Plessis-Feu-Aussoux
- Rozay-en-Brie
- Tigeaux
- Touquin
- Vaudoy-en-Brie
- Villeneuve-le-Comte
- Villeneuve-Saint-Denis
- Voinsles

## Història
| Data d'elecció                           | Identitat            | Partit                     | Qualitat |
| ---------------------------------------- | -------------------- | -------------------------- | -------- |
| 1945-1967                                | Pierre Comby         | radical                    |          |
| 1967-1979                                | Marcel Chatriot      | Divers droite, després RPR |          |
| 1979-1985                                | Jacques Picard       | RPR                        |          |
| 1985-1998                                | Anne-Marie Schaffner | RPR                        |          |
| 1998-                                    | Jean-Jacques Barbaux | RPR, després UMP           |          |
| les dades anteriors no són pas conegudes |                      |                            |          |
|                                          |                      |                            |          |